# 希臘種族滅絕
希腊种族大屠杀（希臘語：Γενοκτονία των Ελλήνων；即对希腊人实施的种族灭绝）发生在一战期间以及之后，是指针对居住在奥斯曼帝国境内安纳托利亚，信仰基督教的希臘人的系统性种族清洗。这是由三帕夏领导的奥斯曼帝国政府以及穆斯塔法·凯末尔·阿塔图尔克领导的大国民议会政府对帝国境内希腊土著居民犯下的滔天罪行。实施此次种族灭绝的具体形式有大屠杀，驱逐出境，强迫希腊人穿过叙利亚沙漠的死亡行军，破坏东方正统教会宗教纪念堂及其历史，文化。有70万奥斯曼希腊人在这次清洗中丧失生命。大多数幸存者及难民逃往了希腊（这使得希腊的人口比先前增加了四分之一以上）。一些居住在帝国东部省份的希腊人逃往了俄国，在那里建立了避难所。
到1922年年末，原本居住在安纳托利亚的希腊人或死或逃，其余的人依希腊与土耳其政府于1923年签订的洛桑条约（参见希腊土耳其人口互换）迁至希腊，条约禁止难民返回，正式确定了外迁的合法性。同一时期发生的种族灭绝事件还有亚述人种族大屠杀，亚美尼亚种族大屠杀。部分学者认为这是帝国统治晚期的种族灭绝政策使然。
大屠杀发生后，奥斯曼帝国的反人类罪行受到以美国，法国等国为首组成的协约国组织的谴责。2007年，国际种族灭绝学者协会通过决议，认定奥斯曼帝国针对包括希腊人在内的基督教少数群体的屠杀是种族灭绝。其他一些国家（包括希腊、塞浦路斯、美国、瑞典、亚美尼亚、荷兰、德国、奥地利和捷克共和国） / 组织也通过决议，认为奥斯曼帝国针对基督教少数群体的屠杀是种族灭绝。

## 历史
屠殺的原因是青年土耳其党人欲建立一個突厥人的國家和防止希臘人成為俄國内應。屠殺手段包括强迫死亡行軍，驅逐，任意處決和破壞東正教文化，估計750000-900000人被殺。協約國譴責鄂圖曼政府資助的大屠殺為危害人類罪。國際種族滅絕學者協會在2007年通過了一項決議申明帝國反對基督教少數派包括希臘人是種族滅絕。